# 默扎克
默扎克（法語：Meuzac，法語發音：[møzak]）是法国新阿基坦大区上维埃纳省的一个市镇，位于该省南部，和科雷兹省接壤，属于利摩日区。

## 地理
默扎克（45°33'12"N, 1°26'26"E）面积43.4 平方千米，位于法国新阿基坦大区上维埃纳省，该省份为法国中西部省份，北起顺时针与安德尔省、克勒兹省、科雷兹省、多爾多涅省、夏朗德省和维埃纳省接壤。
与默扎克接壤的市镇（或旧市镇、城区）包括：伯奈、蒙日博、谢尔维堡、库萨克博讷瓦勒、马尼亚克堡、圣日耳曼莱贝勒。

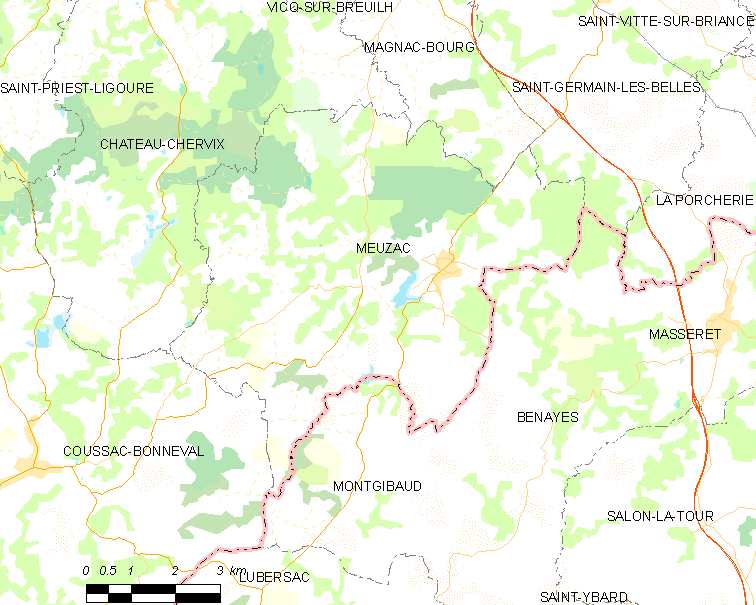
默扎克的OSM定位图

默扎克的时区为UTC+01:00、UTC+02:00（夏令时）。

## 行政
默扎克的邮政编码为87380，INSEE市镇编码为87095。

## 政治
默扎克所属的省级选区为埃穆捷县。

## 人口

1962-2008年间默扎克人口变化图示

默扎克于2022年1月1日时的人口数量为733人。